# South Bank

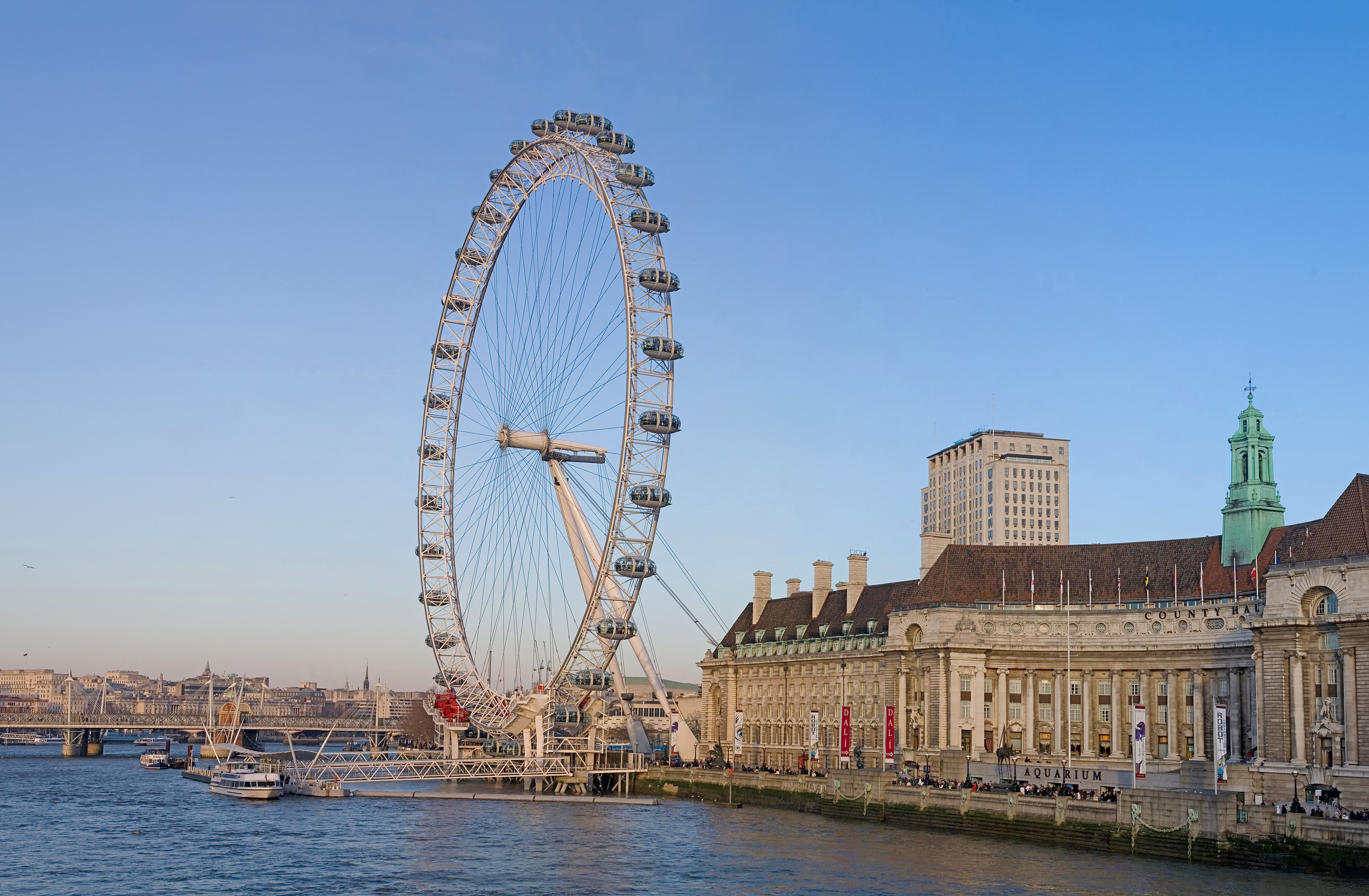
El London Eye, en South Bank.

South Bank (en español: "Ribera sur") es el área de Londres que queda al sur del río Támesis, próxima a la Estación de Waterloo y que acoge a un importante número de edificios e instituciones culturales. En 1951 hospedó el Festival of Britain, que propuso el nombre para el proyecto de regeneración de esta zona en la posguerra. El nombre antiguo para esta zona era Lambeth Marsh y Lower Marsh. Actualmente es un núcleo dinámico con numerosos teatros, galerías de arte y auditorios. Del Festival of Britain permanece el Royal Festival Hall, ahora parte del complejo llamado Southbank Centre. El área tiene muchos restaurantes y actividades de recreación.